# Amerikaanse auto in 2008
Dit artikel geeft een overzicht van alle Amerikaanse en Australische personenwagens die in 2008 op de markt kwamen. De auto's staan alfabetisch gerangschikt per merk.

## Noord-Amerika
| Acura |                  | concern:                       | Honda Japan |
| Acura | divisie:         |                                |             |
| Acura | merk:            | Acura Verenigde Staten         |             |
| Acura | model:           | TL (4e generatie)              |             |
| Acura | einde productie: | 2014                           |             |
| Acura | productieaantal: | ca. 220.000 (Verenigde Staten) |             |

| Acura |                  | concern:                                                        | Honda Japan |
| Acura | divisie:         |                                                                 |             |
| Acura | merk:            | Acura Verenigde Staten                                          |             |
| Acura | model:           | TSX (2e generatie)                                              |             |
| Acura | einde productie: | 2014                                                            |             |
| Acura | productieaantal: | ca. 180.000 (Noord-Amerika; inclusief de stationwagen uit 2010) |             |

| Buick |                  | concern: | General Motors Verenigde Staten |
| Buick | divisie:         | |                                 |
| Buick | merk:            | Buick Verenigde Staten |                                 |
| Buick | model:           | Regal sedan (5e generatie; badge-engineered 1e generatie Opel Insignia uit Europa; verscheen in 2008 op de Chinese en in 2010 op de Amerikaanse markt) |                                 |
| Buick | einde productie: | 2017 |                                 |
| Buick | productieaantal: | ca. 900.000 (verkocht in Noord-Amerika en China) |                                 |

| Cadillac |                  | concern:                                                 | General Motors Verenigde Staten |
| Cadillac | divisie:         |                                                          |                                 |
| Cadillac | merk:            | Cadillac Verenigde Staten                                |                                 |
| Cadillac | model:           | CTS-V sedan (2e generatie; sportieve variant van de CTS) |                                 |
| Cadillac | einde productie: | 2015                                                     |                                 |
| Cadillac | productieaantal: | 13.384                                                   |                                 |

| Chevrolet |                  | concern:                                                                                                 | General Motors Verenigde Staten |
| Chevrolet | divisie:         | |                                 |
| Chevrolet | merk:            | Chevrolet Verenigde Staten                                                                               |                                 |
| Chevrolet | model:           | Captiva Sport (badge-engineered Opel Antara voor Latijns-Amerika en van 2011 tot 2014 ook Noord-Amerika) |                                 |
| Chevrolet | einde productie: | 2017 |                                 |
| Chevrolet | productieaantal: | ? |                                 |

| Chevrolet |                  | concern:                                      | General Motors Verenigde Staten |
| Chevrolet | divisie:         |                                               |                                 |
| Chevrolet | merk:            | Chevrolet Verenigde Staten                    |                                 |
| Chevrolet | model:           | Traverse (1e generatie)                       |                                 |
| Chevrolet | einde productie: | 2017                                          |                                 |
| Chevrolet | productieaantal: | ca. 850.000 (verkocht in de Verenigde Staten) |                                 |

| Dodge |                  | concern:                                                                                                 | Chrysler LLC Verenigde Staten |
| Dodge | divisie:         | |                               |
| Dodge | merk:            | Dodge Verenigde Staten                                                                                   |                               |
| Dodge | model:           | Challenger coupé (3e generatie) Challenger SRT8 coupé (krachtiger variant; in 2014 hernoemd tot SRT 392) |                               |
| Dodge | einde productie: | 2018 (SRT8), 2023                                                                                        |                               |
| Dodge | productieaantal: | 853.103 (verkocht in de Verenigde Staten, Canada en Europa), 56.563 (SRT8)                               |                               |

| Dodge |                  | concern:                                                | Chrysler LLC Verenigde Staten |
| Dodge | divisie:         |                                                         |                               |
| Dodge | merk:            | Dodge Verenigde Staten                                  |                               |
| Dodge | model:           | Journey (in Japan heette het model JC en in China JCUV) |                               |
| Dodge | einde productie: | 2020                                                    |                               |
| Dodge | productieaantal: | ca. 1,15 miljoen (Noord-Amerika en Europa)              |                               |

| Dodge Ram |                  | concern: | Chrysler LLC Verenigde Staten |
| Dodge Ram | divisie:         | |                               |
| Dodge Ram | merk:            | Dodge (tot 2010), Ram (vanaf 2010) Verenigde Staten |                               |
| Dodge Ram | model:           | Ram 1500 / 2500 / 3500 – tweedeur- / vierdeurpick-up (4e generatie; in 2010 werd Ram als merk afgesplitst van Dodge en werden de modelnamen 1500, 2500 en 3500; toen de 5e generatie verscheen in 2018, bleef deze generatie op de markt als de Ram Classic) |                               |
| Dodge Ram | einde productie: | 2024 (1500) |                               |
| Dodge Ram | productieaantal: | ? |                               |

| Ford |                  | concern:                                                                                     | onafhankelijk |
| Ford | divisie:         |                                                                                              |               |
| Ford | merk:            | Ford Verenigde Staten                                                                        |               |
| Ford | model:           | F-150 tweedeur / tweedeur verlengd / vierdeur (12e generatie)                                |               |
| Ford | einde productie: | 2014                                                                                         |               |
| Ford | productieaantal: | ca. 3,7 miljoen (verkocht in de Verenigde Staten, inclusief de zwaardere varianten uit 2010) |               |

| Ford |                  | concern:              | onafhankelijk |
| Ford | divisie:         |                       |               |
| Ford | merk:            | Ford Verenigde Staten |               |
| Ford | model:           | Flex                  |               |
| Ford | einde productie: | 2019                  |               |
| Ford | productieaantal: | ruim 296.000          |               |

| Lincoln |                  | concern:                                  | Ford Motor Company Verenigde Staten |
| Lincoln | divisie:         |                                           |                                     |
| Lincoln | merk:            | Lincoln Verenigde Staten                  |                                     |
| Lincoln | model:           | MKS sedan (1 generatie)                   |                                     |
| Lincoln | einde productie: | 2016                                      |                                     |
| Lincoln | productieaantal: | 101.104 (verkocht in de Verenigde Staten) |                                     |

| Pontiac |                  | concern:                                                           | General Motors Verenigde Staten |
| Pontiac | divisie:         |                                                                    |                                 |
| Pontiac | merk:            | Pontiac Verenigde Staten                                           |                                 |
| Pontiac | model:           | G8 sportieve sedan (badge-engineered Holden VE Commodore uit 2006) |                                 |
| Pontiac | einde productie: | 2009                                                               |                                 |
| Pontiac | productieaantal: | 38.404                                                             |                                 |

| Pontiac |                  | concern:                                                           | General Motors Verenigde Staten |
| Pontiac | divisie:         |                                                                    |                                 |
| Pontiac | merk:            | Pontiac Verenigde Staten                                           |                                 |
| Pontiac | model:           | Vibe vijfdeurhatchback (2e generatie; gelijk aan de Toyota Matrix) |                                 |
| Pontiac | einde productie: | augustus 2009                                                      |                                 |
| Pontiac | productieaantal: | ca. 80.000 (verkocht in de Verenigde Staten)                       |                                 |

| Rossion |                  | concern:                 | onafhankelijk |
| Rossion | divisie:         |                          |               |
| Rossion | merk:            | Rossion Verenigde Staten |               |
| Rossion | model:           | Q1                       |               |
| Rossion | einde productie: | 2018                     |               |
| Rossion | productieaantal: | 89 (schatting)           |               |

| Tesla |                  | concern:                | onafhankelijk |
| Tesla | divisie:         |                         |               |
| Tesla | merk:            | Tesla Verenigde Staten  |               |
| Tesla | model:           | Roadster (1e generatie) |               |
| Tesla | einde productie: | 2012                    |               |
| Tesla | productieaantal: | ca. 2450                |               |

## Australië
| Elfin |                  | concern:                                 | onafhankelijk |
| Elfin | divisie:         |                                          |               |
| Elfin | merk:            | Elfin Australië                          |               |
| Elfin | model:           | T5 Clubman (gebaseerd op de Lotus Seven) |               |
| Elfin | einde productie: | max. 2012                                |               |
| Elfin | productieaantal: | ?                                        |               |

| Ford |                  | concern: | Ford Motor Company Verenigde Staten |
| Ford | divisie:         | Ford Australia Australië |                                     |
| Ford | merk:            | Ford Verenigde Staten |                                     |
| Ford | model:           | Falcon sedan / coupé-pick-up (7e generatie; FG / FG X-serie; werd tot 2010 met de stationwagen van de vorige generatie uit 1998 verkocht) |                                     |
| Ford | einde productie: | 7 oktober 2016 |                                     |
| Ford | productieaantal: | 202.884 |                                     |

| Holden |                  | concern: | General Motors Verenigde Staten |
| Holden | divisie:         | |                                 |
| Holden | merk:            | Holden Australië |                                 |
| Holden | model:           | Colorado grote tweedeur- en verlengde vierdeurpick-up (facelift van de Rodeo uit 2003, zelf een badge-engineered 1e generatie Isuzu D-Max) |                                 |
| Holden | einde productie: | 2012 |                                 |
| Holden | productieaantal: | ? |                                 |

| Holden |                  | concern: | General Motors Verenigde Staten |
| Holden | divisie:         | |                                 |
| Holden | merk:            | Holden Australië                                                                                                   |                                 |
| Holden | model:           | Commodore / Berlina / Calais Sportwagon stationwagen (4e generatie; VE / VF-serie; afgeleid van de sedan uit 2006) |                                 |
| Holden | einde productie: | 20 oktober 2017 |                                 |
| Holden | productieaantal: | ? |                                 |